# Nhâm An (Đông Hán)
Nhâm An (tiếng Trung: 任安; bính âm: Ren An; 124 – 202), tự là Định Tổ (定祖), là quan viên, học giả thời Đông Hán trong lịch sử Trung Quốc.

## Cuộc đời
Nhâm An người huyện Miên Trúc, quận Quảng Hán, Ích Châu, mẹ họ Diêu. Thời trẻ, Nhâm An đến kinh đô Lạc Dương, vào học ở trường Thái học, chuyên học Mạnh thị dịch. Nhờ nỗ lực mà Nhâm An không chỉ am hiểu Mạnh thị mà còn thông thuộc hầu hết các sách kinh thư khác. Người đương thời có câu "Cư kim hành cổ Nhâm Định Tổ" để ngợi khen về tiết tháo cao thượng của An. Về sau, Nhâm An đến huyện Tân Đô theo học danh sĩ Dương Hậu, nghiên cứu Đồ, Sấm đến tận cùng. Đồng hương và cũng là đồng học của An là Đổng Phù cũng có danh tiếng sánh ngang với An.
Học xong, Nhâm An lần lượt được quận mời làm Công tào, châu triệu làm Trị trung, Biệt giá nhưng đều không giữ chức lâu. Được một thời gian, Nhâm An bỏ quan về nhà, mở trường dạy học. Nhiều học sinh trong vùng đến cầu học, như Đỗ Quỳnh người huyện Thành Đô, Đỗ Vi người huyện Tử Đồng, Hà Tông người huyện Bì,... Về sau, hầu hết những người này đều trở thành danh sĩ, quan viên triều Quý Hán. Châu quận cử Nhâm An làm Hiếu liêm, Mậu tài. Thái úy muốn tịch Nhâm An vào triều, phong Bác sĩ, cho công xa đến mời, nhưng An lấy cớ bệnh tật từ chối.
Khoảng sau năm 191, Ích Châu mục Lưu Yên dâng biểu tiến cử Nhâm An, ghi rằng: An tinh tường pháp độ, khí tiết siêu phàm, có tài liệu việc, là báu vật của quốc gia, nên dùng làm bầy tôi phụ tá quân vương, nhằm tránh lỗi sai về quyết sách của quốc gia. Phải dùng đãi lễ chiêu hiền, lấy vương mệnh triệu gọi. Gặp phải lúc con đường nối đất Thục với Quan Trung bị ngăn trở, nên vương lệnh không đến được.
Năm 202, Nhâm An qua đời, thọ 79 tuổi. Các đệ tử ngưỡng mộ, cho lập bia viết minh.

## Bên lề
Hơn 20 năm sau khi Nhâm An mất, Thừa tướng Quý Hán Gia Cát Lượng hỏi Đại tư nông Tần Mật về sở trường của Nhâm An và Đổng Phù. Tần Mật trả lời: An nhớ cái thiện của người, quên cái lỗi của họ.